# William Desmond Taylor
William Desmond Taylor (William Cunningham Deane-Tanner) (Carlow, de Irlanda, 26 de abril de 1872-Los Ángeles, 1 de febrero de 1922) fue un actor y director de películas de cine mudo. 
Contaba con una gran popularidad en Hollywood durante los años 10 y principios de los 20. Su asesinato, en su casa por un disparo, el 1 de febrero de 1922, junto con otro gran escándalo de Hollywood como el juicio de Roscoe Arbuckle, condujo a un frenesí de sensacionalismo, e informes a menudo fabricados por la prensa.

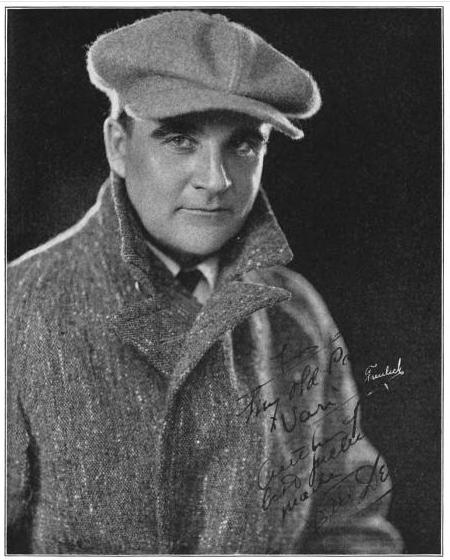
Foto autografiada publicada en 1922.

En 1950, en la película Sunset Boulevard, el papel de Gloria Swanson tiene el nombre de Norma Desmond haciendo referencia tanto al segundo nombre de Taylor como a uno de sus amigas, la actriz Mabel Normand. A mediados de 1960 el asesinato de Taylor oficialmente se lo consideraba sin resolver cuando una confesión en el lecho de muerte en 1964 por la actriz Ella Margaret Gibson, indicaba que ella "pegó un tiro y lo mató" al director. Esta versión fue publicada en 1999 y extensamente es considerada como creíble.

## Filmografía
| - Mrs. Carter's Campaign (1913) - The Step Brothers (1913) - The Son of Thomas Gray (1914) - The Crucible (1914) - A Story of Little Italy (1914) - The Smouldering Spark (1914) - A Soul Astray (1914) - The Song of the Sea Shell (1914) - Lola (1914) - The Criminal Code (1914) - The Awakening (1914) - Billy's Rival (1914) - The Judge's Wife (1914) - Sweet and Low (1914) - When the Road Parts (1914) - A Slice of Life (1914) - The Beggar Child (1914) - Brass Buttons (1914) - Tricks of Fate (1915) - Peggy Lynn, Burgler (1915) - The Last Chapter (1915) - An Eye for an Eye (1915) - The High Hand (1915) - The Diamond from the Sky (1915) - The Lonesome Heart (1915) - The Soul of the Vase (1915) - A Woman Scorned (1915) - He Fell in Love with His Wife (1916) - Ben Blair (1916) - The Heart of Paula (1916) - Pasquale (1916) - The American Beauty (1916) - Davy Crockett (1916) - The Parson of Panamint (1916) | - The House of Lies (1916) - Her Father's Son (1916) - Redeeming Love (1916) - Happiness of Three Women (1917) - Out of the Wreck (1917) - The World Apart (1917) - Big Timber (1917) - The Varmint (1917) - North of Fifty-Three (1917) - Jack and Jill (1917) - Tom Sawyer (1917) - The Spirit of '17 (1918) - Huck and Tom (1918) - His Majesty, Bunker Bean (1918) - Up the Road with Sallie (1918) - Mile-a-Minute Kendall (1918) - How Could You, Jean? (1918) - Johanna Enlists (1918) - Captain Kidd, Jr. (1919) - Anne of Green Gables (1919) - Huckleberry Finn (1920) - Judy of Rogue's Harbor (1920) - Nurse Marjorie (1920) - Jenny Be Good (1920) - The Soul of Youth (1920) - The Furnace (1920) - The Witching Hour (1921) - Sacred and Profane Love (1921) - Wealth (1921) - Beyond (1921) - Morals (1921) - The Green Temptation (1922) - The Top of New York (1922) |